# Симилкамин
Симилкамин (англ. Similkameen River) — река на юге канадской провинции Британская Колумбия и в штате Вашингтон, США. Длина составляет около 197 км, площадь бассейна — 7600 км². Приток реки Оканоган.
Берёт начало на восточной оконечности провинциального парка Маннинг, примерно в 10,3 км к северу от перевала Аллисон и протекает через города Принстон, Хедлей, Керемос и Каустон. Около 25 км выше по течению от Принстона река спускается в виде водопадов. Государственную границу Симилкамин пересекает у города Найтхоук, штат Вашингтон. В округе Оканоган штата Вашингтон на реке построена плотина Энло. Высота устья — 276 м над уровнем моря.
Притоки: Туламин, Саммерс, Хейес, Ашнола.